# Gilmanton (Wisconsin)
Gilmanton è un comune degli Stati Uniti, situato in Wisconsin, nella Contea di Buffalo.